# ヒロミ (みんなのうた)
「ヒロミ」は、原田潤のシングル（CBSソニー／06SH749）。
表題曲「ヒロミ」は、ヒロミという眼鏡をかけたツインテールの女の子に対する男の子の気持ちを描いた楽曲である。1980年4月 - 5月、NHKのみんなのうたで放送された。作詞：伊藤アキラ、作曲：平尾昌晃。番組内で使用されたアニメ映像は田中ケイコが製作を手がけた。『僕の先生はフィーバー』（ドラマ『熱中時代』主題歌）で知られる原田が、『みんなのうた』で披露した唯一の楽曲である。
後年、同曲のサビの部分が元千葉ロッテマリーンズ・於保浩己選手の個人用応援歌として使われていた。

## 収録曲
1. ヒロミ
  - 作詞：伊藤アキラ、作曲：平尾昌晃、編曲：船山基紀
2. あなたは年上
  - 作詞：伊藤アキラ、作曲：平尾昌晃、編曲：船山基紀

## 再放送
- 1980年12月 - 1981年1月
- 1981年10月 - 11月
- 1982年10月 - 11月
- 1983年10月 - 11月
- 1989年6月 - 7月
- 1991年9月
- 1997年6月 - 7月
- 2013年12月7日、2014年1月4日（リクエスト）
- 2017年12月（お楽しみ枠）
- 2021年7月 - 『60周年スペシャルセレクション』の一環として、『陽光のなかの僕たち』・『なつやすみのおさかな』・『川はだれのもの?』と合わせて放送されたが、本曲は『陽光〜』・『なつやすみ〜』と共に曲の一部だけ放送（『川は〜』はフルコーラス）、全曲とも視聴者からの思い出のナレーションが添えられた。

## カバー
ヒロミ
- 市瀬俊宗 - キングレコード版カバー音源。2017年5月17日発売『NHKみんなのうた ベスト ＜懐かしの名曲集＞』（KICW-5916）などに収録。
- 高山知也、スクールメイツ・ブラザーズ - アポロン音楽工業版カバー音源。1988年発売『NHKみんなのうたより 転校生は宇宙人』に収録
- eastern youth - 2008年発売『家族時間～NHKみんなのうたカバー集～』に収録